# 林守德
林守德（英語：Shou-De Lin），男，國立臺灣大學资讯工程学系教授，也在 Appier 擔任首席機器學習科學家。

## 現職
- 國立臺灣大學資訊工程學系教授。
- 國立臺灣大學資訊網路與多媒體研究所教授。
- 沛星（Appier）互動科技首席機器學習科學家。

## 研究領域
林守德的研究专长是機器學習、資料探勘和資訊理論。